# ニューヨーク・ヘラルド
『ニューヨーク・ヘラルド』（英語: The New York Herald）は、アメリカ合衆国ニューヨークで1835年から1924年まで発行されていた日刊新聞である。
無党派中立の政治的立場をとり、それまで報道するに値しないとされてきた金融・スポーツ・外国ニュース・社会問題・演劇などを取材し記事にした。1924年、赤字経営のため『ニューヨーク・トリビューン』に売却された。